# دیئپ، سنه مریتیم
شهر دیِپ، سِن-مَریتیم (به فرانسوی: Dieppe, Seine-Maritime) در شهرستان سن ماریتیم در ناحیه نرماندی علیا با جمعیت ۳۴٬۶۷۰ نفر در کشور فرانسه واقع شده‌است.

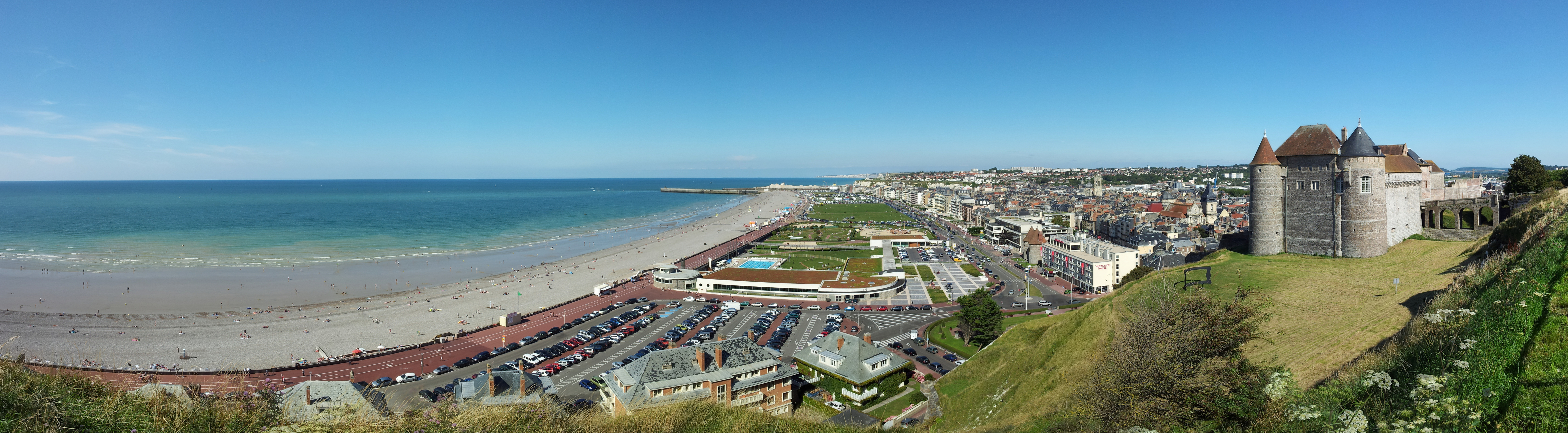
Dieppe

## نگارخانه

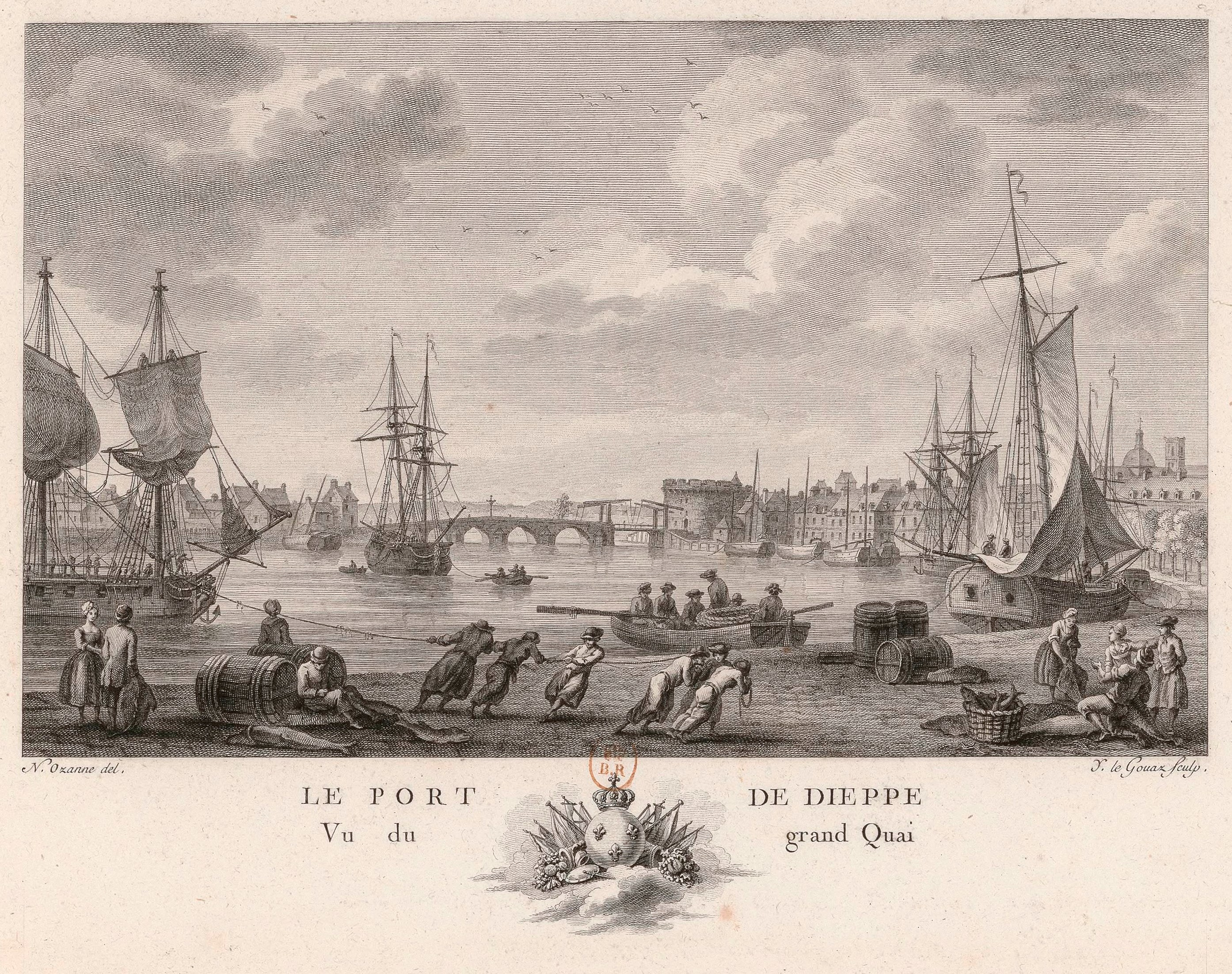
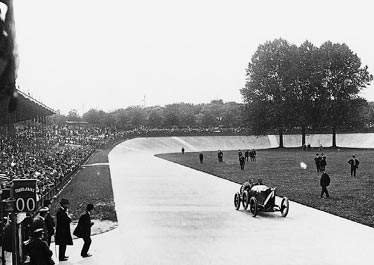
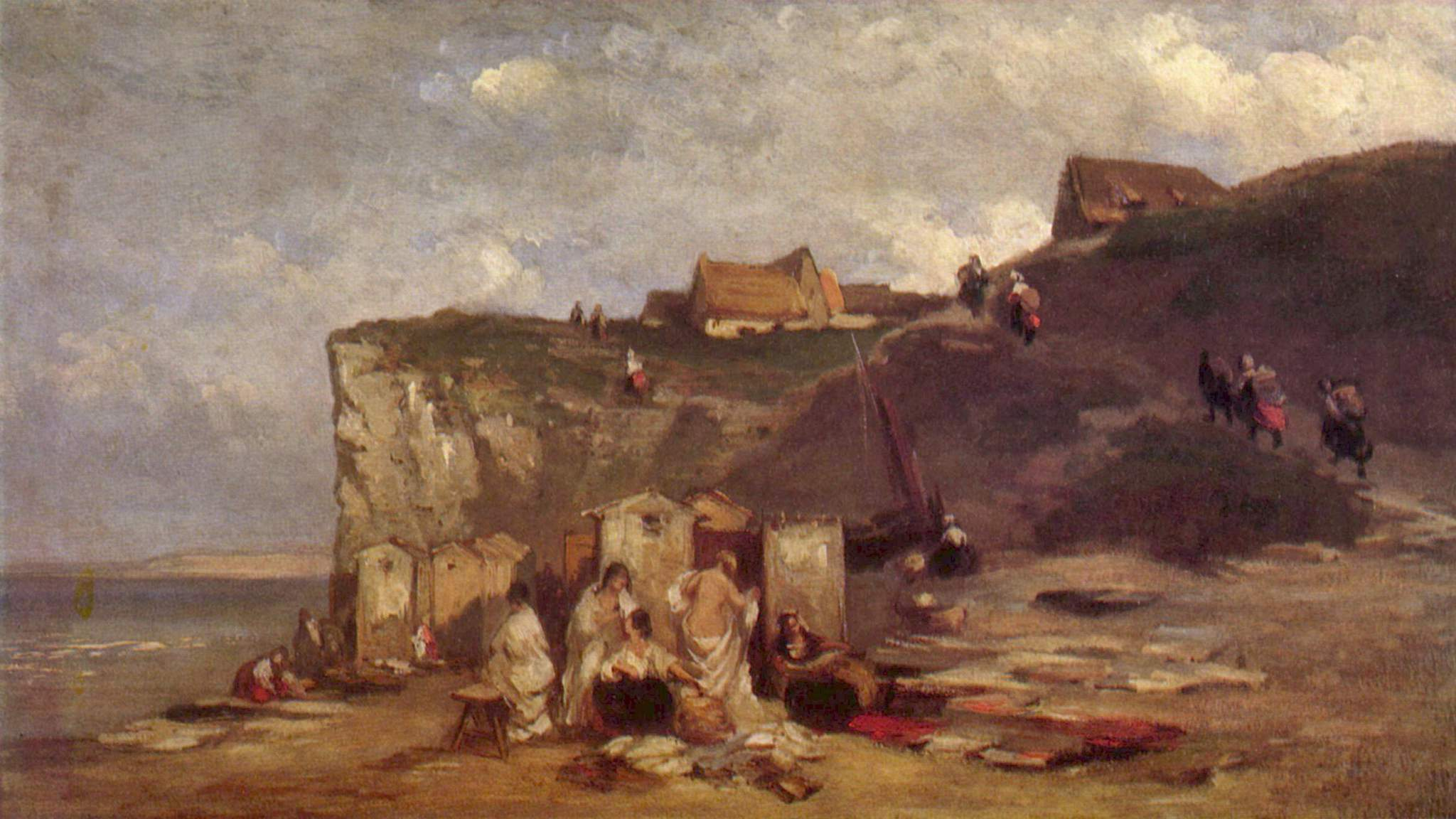
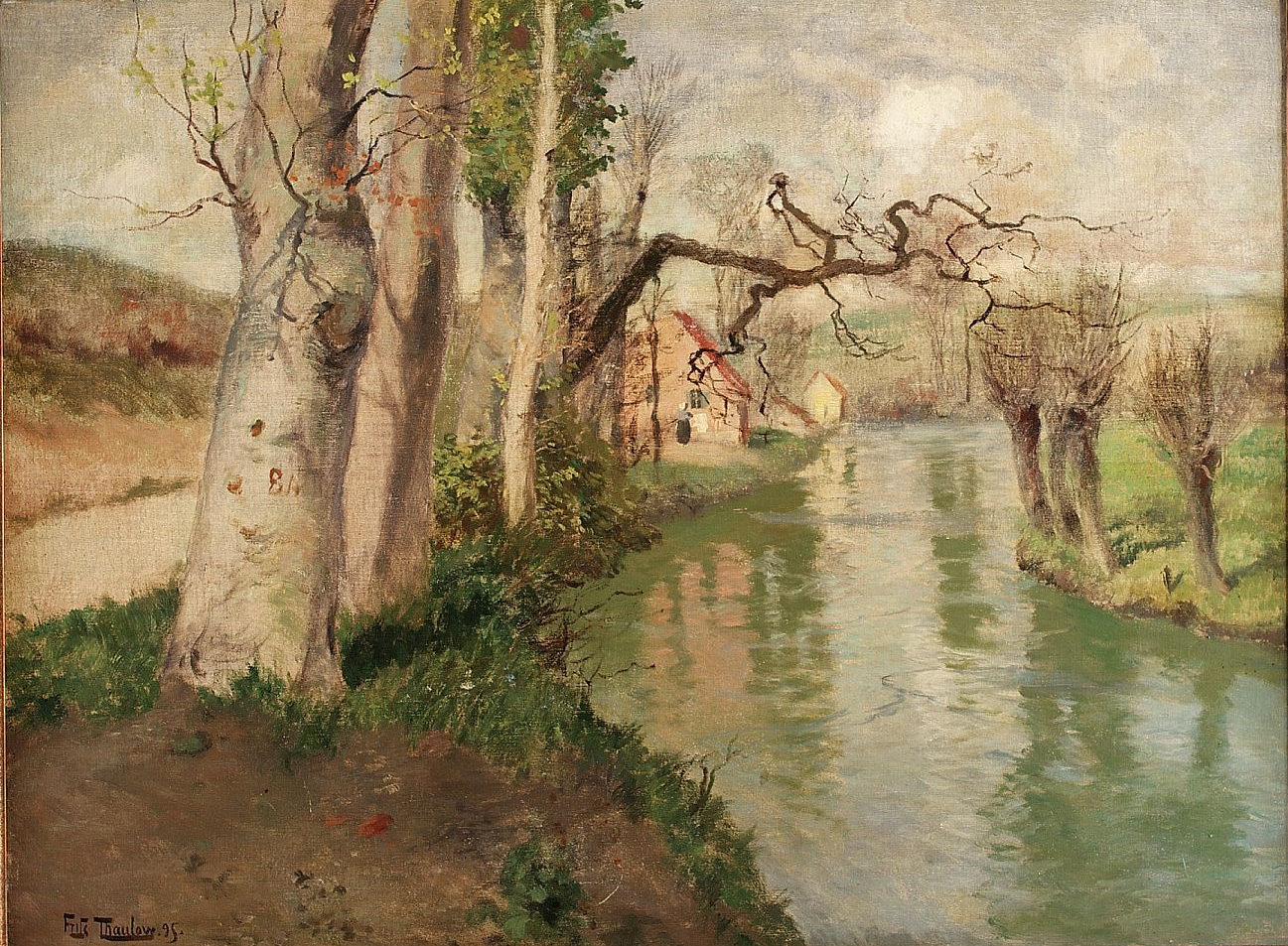
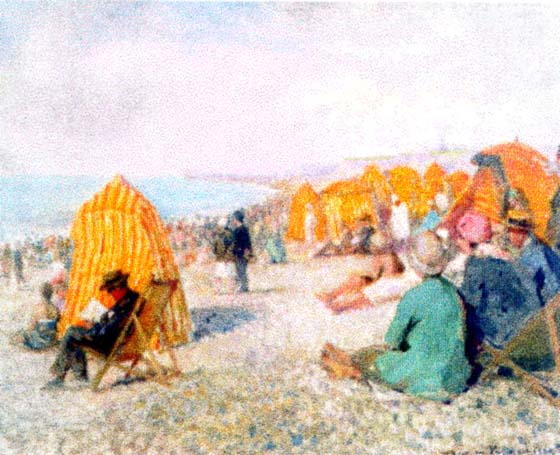